# Государственный ансамбль танца «Урал»
Государственный Академический ансамбль танца «Урал» — хореографический коллектив Челябинской государственной филармонии.
Директор — заслуженный работник культуры РФ Владимир Карачинцев, художественный руководитель — Светлана Лукина, заслуженная артистка России 
балетмейстер — Алексей Разин, лауреат Государственной премии Челябинской области в сфере культуры и искусства (2019), музыкальный руководитель — Александр Немцев.
Государственный ансамбль танца «Урал» является одним из ведущих танцевальных коллективов не только Челябинской области, но и всего Урала; ансамбль получил множество престижных наград и лауреатских дипломов на международном и всероссийском уровнях.
Репертуарная основа Государственного ансамбля танца «Урал» — хореографические постановки на основе самобытного уральского фольклора.
В составе коллектива — 42 артиста балета и 8 артистов оркестровой группы.

## История
Государственный ансамбль танца «Урал» был образован в 1980 году на основе хореографического ансамбля братьев Карачинцевых «Уральская скоморошина».
Семейный ансамбль «Уральская скоморошина», созданный в 1971 году, был уникальным явлением — в нём танцевали шесть родных братьев: Геннадий, Иван, Владимир, Виктор, Вячеслав и Леонид Карачинцевы. Первым художественным руководителем коллектива, балетмейстером и режиссёром был известный в те годы знаток народно-танцевального жанра, заслуженный артист РСФСР Виктор Федорович Копылов.
1 августа 1980 года по инициативе Владимира Карачинцева был создан ансамбль танца «Урал», в котором он продолжил работу как артист балета, а позже — как директор ансамбля. Художественное руководство коллективом продолжил В. Ф. Копылов.
"Основываясь на глубоком знании истории и этнографии, опираясь на уральские традиции, Виктор Федорович выстраивал композиции, передающие национальный колорит в соединении с современным танцевальным языком: «Наш ансамбль, пропагандируя народное искусство уральцев, не является, тем не менее, коллективом фольклорным. Фольклор, уральский колорит положены у нас на современную хореографию…», — говорил он в одном из интервью.
В 1984 году главным балетмейстером-постановщиком коллектива стал заслуженный деятель искусств Кабардино-Балкарской АССР Григорий Гальперин. Он привнес новые технические приемы и сделал номера более зрелищными: «Уральский сказ», «Проходочки», «Каслинское литье», «Синеглазовские барабушки» пользовались успехом у самой разной аудитории.
В 2000 г. художественным руководителем ансамбля стал заслуженный артист Российской Федерации Борис Николаевич Соколкин. С его приходом обновились программа концертов ансамбля и артистический состав — за счет привлечения выпускников Челябинского института культуры.
Одной из ярких хореографических программ, подготовленной Б. Н. Сколкиным, стали «Времена года»- в ней темы языческих обрядов переплелись с современными ритмами и пластикой; в дальнейшем эта программа стала прологом, генеральной репетицией заметного события в истории коллектива и культурной жизни Южного Урала — хореграфической притчи «Аркаим» (композитор — Т.Шкербина, автор либретто — К.Рубинский).
В 2008 году при Государственном ансамбле танца «Урал» открыта детская хореографическая студия «Урал».

## Достижения
Государственный ансамбль танца «Урал» — постоянный участник профессиональных хореографических конкурсов и фестивалей России и зарубежья.
География выступлений ансамбля охватывает множество стран: Греция, Франция, Швейцария, Италия, Сицилия и Чехия, Канада, Испания, Китай, Болгария, Румыния, Корея.
В 1986 г. с большим успехом прошли его выступления на фестивале «Русская зима» в Ленинграде. в 1987 г. состоялись концерты в Канаде и США; в 1989 г. — в Болгарии и Швеции, в 1990 г. — в Австралии и Финляндии. С 1994 по 1999 гг. коллектив гастролировал во Франции и Бельгии, в 2001 — в Индии.
В 2015 году — «Урал» с триумфом представил русское хореографическое искусство в Китае, на XVII Шанхайском фестивале искусств.
В сентябре 2017 года — ансамбль стал абсолютным победителем международного танцевального фестиваля-конкурса, проводившегося в южнокорейском городе Чеонан.
В апреле 2018 г. — «Урал» принял участие в Художественном фестивале дружбы «Апрельская весна» (КНДР, Пхеньян), приуроченном к «Дню Солнца» — крупнейшему национальному празднику северокорейского народа. Коллектив стал лауреатом этого фестиваля.
В июне 2018 г. — инструментальная группа ансамбля под руководством музыкального руководителя Валерия Останина завоевала Гран-при международного фестиваля искусств «Радость на Черноморском берегу» (Болгария).
В мае 2019 года — инструментальная группа ансамбля представила творческую часть культурно-деловой миссии делегации Уральского федерального округа на IV международном ЭКСПО Шелкового пути в городе Сиань (Провинция Шаньси, Китай).
В августе 2019 года — ансамбль выступил на XXXI международном фестивале «На просторах Кантабрии» (Испания).
В сентябре 2019 года — «Урал» стал участником XV Международного фольклорного фестиваля в Бразилии, в городах Нова-Прата и Рио-де-Жанейро.
13-15 сентября 2024 года — Гран-при XI Международного фестиваля хореографического искусства «Сожскі карагод» (Гомель, Беларусь) завоевал образцовый коллектив детской хореографической студии при государственном академическом ансамбле танца «Урал» областного государственного бюджетного учреждения культуры «Челябинская государственная филармония».